# Vòng loại Giải vô địch bóng đá nữ châu Âu 2001
Vòng loại Giải vô địch bóng đá nữ châu Âu 2001 diễn ra từ 21 tháng 8 năm 1999 tới 28 tháng 11 năm 2000. Các đội đứng đầu các bảng thuộc Nhóm A lọt thẳng vào vòng chung kết. Các đội thứ nhì và thứ ba các bảng nhóm A thi đấu Playoff A để tranh bốn suất còn lại. Các đội bét bảng nhóm A thi đấu Playoff A-B với các đội đầu bảng nhóm B để tranh suất lên chơi tại Nhóm A tại vòng loại sau.

## Nhóm A

### Bảng 1
| Đội         | Đ  | Tr | T | H | B | BT | BB |
| ----------- | -- | -- | - | - | - | -- | -- |
| Pháp        | 14 | 6  | 4 | 2 | 0 | 10 | 5  |
| Thụy Điển   | 11 | 6  | 3 | 2 | 1 | 18 | 7  |
| Tây Ban Nha | 4  | 6  | 1 | 1 | 4 | 6  | 17 |
| Hà Lan      | 3  | 6  | 0 | 3 | 3 | 5  | 10 |

| Thụy Điển                    | 2–2                   | Pháp              |
| ---------------------------- | --------------------- | ----------------- |
| Nordlund 29' · Ljungberg 90' | Chi tiết (tiếng Pháp) | Jézéquel 30', 47' |

| Hà Lan      | 1–1                   | Pháp       |
| ----------- | --------------------- | ---------- |
| van Eyk 75' | Chi tiết (tiếng Pháp) | Diacre 53' |

| Tây Ban Nha | 2–5 | Thụy Điển |
| ----------- | --- | --------- |
|             |     |           |

| Pháp               | 1–0                   | Tây Ban Nha |
| ------------------ | --------------------- | ----------- |
| Diacre 68' (ph.đ.) | Chi tiết (tiếng Pháp) |             |

| Tây Ban Nha | 1–1                     | Hà Lan    |
| ----------- | ----------------------- | --------- |
| Moreno 75'  | Chi tiết (tiếng Hà Lan) | Smith 36' |

| Hà Lan               | 1–2                     | Tây Ban Nha               |
| -------------------- | ----------------------- | ------------------------- |
| Kiesel-Griffioen 70' | Chi tiết (tiếng Hà Lan) | Gimbert 29' · Fuentes 90' |

| Pháp                    | 2–1                     | Hà Lan    |
| ----------------------- | ----------------------- | --------- |
| Diacre 33' · Lattaf 58' | Chi tiết (tiếng Hà Lan) | Smith 16' |

| Thụy Điển   | 1–1                     | Hà Lan    |
| ----------- | ----------------------- | --------- |
| Sjögran 85' | Chi tiết (tiếng Hà Lan) | Smith 62' |

| Hà Lan | 0–3                     | Thụy Điển                       |
| ------ | ----------------------- | ------------------------------- |
|        | Chi tiết (tiếng Hà Lan) | Moström 15', 21' · Nordlund 90' |

| Tây Ban Nha       | 1–2 | Pháp                    |
| ----------------- | --- | ----------------------- |
| Mateos Franco 85' |     | Mugneret-Béghé 43', 82' |

| Pháp                     | 2–0 | Thụy Điển |
| ------------------------ | --- | --------- |
| Zenoni 67' · Herbert 83' |     |           |

| Thụy Điển                                                                          | 7–0 | Tây Ban Nha |
| ---------------------------------------------------------------------------------- | --- | ----------- |
| Svensson 23', 49', 58' · Törnqvist 45' · Fagerström 64' · Call 80' · Bengtsson 90' |     |             |

Pháp lọt vào vòng chung kết.
Thụy Điển và Tây Ban Nha lọt vào vòng playoff A.
Hà Lan lọt vào vòng playoff A-B.

### Bảng 2
| Đội        | Đ  | Tr | T | H | B | BT | BB |
| ---------- | -- | -- | - | - | - | -- | -- |
| Na Uy      | 18 | 6  | 6 | 0 | 0 | 25 | 0  |
| Anh        | 10 | 6  | 3 | 1 | 2 | 8  | 13 |
| Bồ Đào Nha | 4  | 6  | 1 | 1 | 4 | 4  | 14 |
| Thụy Sĩ    | 3  | 6  | 1 | 0 | 5 | 1  | 11 |

| Na Uy                                                     | 4–0      | Thụy Sĩ |
| --------------------------------------------------------- | -------- | ------- |
| R. Gulbrandsen 15' · Aarønes 20' · Knudsen 49' · Lehn 89' | Chi tiết |         |

| Thụy Sĩ | 0–3 | Anh |
| ------- | --- | --- |
|         |     |     |

| Bồ Đào Nha | 0–4      | Na Uy                                 |
| ---------- | -------- | ------------------------------------- |
|            | Chi tiết | Aarønes 12', 53', 90' · Jørgensen 73' |

| Bồ Đào Nha | 0–1      | Thụy Sĩ         |
| ---------- | -------- | --------------- |
|            | Chi tiết | Bea Mettler 44' |

| Anh                    | 2–0      | Bồ Đào Nha |
| ---------------------- | -------- | ---------- |
| Smith 23' · Walker 30' | Chi tiết |            |

| Anh | 0–3      | Na Uy                                  |
| --- | -------- | -------------------------------------- |
|     | Chi tiết | Pettersen 1' · Kvitland 33' · Rapp 45' |

| Thụy Sĩ | 0–2      | Bồ Đào Nha                                   |
| ------- | -------- | -------------------------------------------- |
|         | Chi tiết | Maria João Xavier 85' · Paula Cristina 90+1' |

| Bồ Đào Nha                    | 2–2      | Anh                   |
| ----------------------------- | -------- | --------------------- |
| Carla Couto 7' · Patrícia 57' | Chi tiết | Burke 40' · Smith 79' |

| Na Uy                                                            | 5–0      | Bồ Đào Nha |
| ---------------------------------------------------------------- | -------- | ---------- |
| S.Gulbrandsen 13', 38' · Pettersen 72', 87' · R. Gulbrandsen 77' | Chi tiết |            |

| Anh | 1–0 | Thụy Sĩ |
| --- | --- | ------- |
|     |     |         |

| Na Uy                                                                           | 8–0      | Anh |
| ------------------------------------------------------------------------------- | -------- | --- |
| Mellgren 5', 61' · Rapp 17', 63' · Pettersen 32', 72', 82' · S. Gulbrandsen 42' | Chi tiết |     |

| Thụy Sĩ | 0–1      | Na Uy              |
| ------- | -------- | ------------------ |
|         | Chi tiết | S. Gulbrandsen 87' |

Na Uy lọt vào vòng chung kết.
Anh và Bồ Đào Nha lọt vào vòng playoff A.
Thụy Sĩ lọt vào vòng playoff A-B.

### Bảng 3
| Đội     | Đ  | Tr | T | H | B | BT | BB |
| ------- | -- | -- | - | - | - | -- | -- |
| Đức     | 16 | 6  | 5 | 1 | 0 | 27 | 5  |
| Ý       | 9  | 6  | 2 | 3 | 1 | 6  | 7  |
| Ukraina | 5  | 6  | 1 | 2 | 3 | 6  | 14 |
| Iceland | 2  | 6  | 0 | 2 | 4 | 4  | 17 |

| Ukraina | 2–2 | Iceland |
| ------- | --- | ------- |
|         |     |         |

| Iceland | 0–0 | Ý |
| ------- | --- | - |
|         |     |   |

| Đức                            | 3–0      | Ukraina |
| ------------------------------ | -------- | ------- |
| Grings 30', 85' · Fitschen 90' | Chi tiết |         |

| Ý | 1–0 | Ukraina |
| - | --- | ------- |
|   |     |         |

| Đức                                                      | 5–0      | Iceland |
| -------------------------------------------------------- | -------- | ------- |
| Grings 6' · Wiegmann 25', 64' · Voss 39' · C. Müller 86' | Chi tiết |         |

| Ý                                | 4–4      | Đức                                          |
| -------------------------------- | -------- | -------------------------------------------- |
| Panico 29', 37', 68' · Zorri 76' | Chi tiết | Fitschen 7' · Grings 12', 30' · Wiegmann 72' |

| Đức                                 | 3–0      | Ý |
| ----------------------------------- | -------- | - |
| Prinz 18' · Grings 43' · Smisek 82' | Chi tiết |   |

| Ukraina        | 1–6      | Đức                                                   |
| -------------- | -------- | ----------------------------------------------------- |
| Verazubova 24' | Chi tiết | Prinz 16', 17', 38', 58' · Grings 40' · C. Müller 73' |

| Ý | 1–0 | Iceland |
| - | --- | ------- |
|   |     |         |

| Ukraina | 0–0 | Ý |
| ------- | --- | - |
|         |     |   |

| Iceland | 0–6      | Đức                                                                 |
| ------- | -------- | ------------------------------------------------------------------- |
|         | Chi tiết | Jones 3' · Hingst 5' · Prinz 18', 42' · Meinert 85' · C. Müller 90' |

| Iceland | 2–3 | Ukraina |
| ------- | --- | ------- |
|         |     |         |

Đức lọt vào vòng chung kết.
Ý và Ukraina lọt vào vòng playoff A.
Iceland lọt vào vòng playoff A-B.

### Bảng 4
| Đội      | Đ  | Tr | T | H | B | BT | BB |
| -------- | -- | -- | - | - | - | -- | -- |
| Nga      | 18 | 6  | 6 | 0 | 0 | 19 | 4  |
| Đan Mạch | 9  | 6  | 3 | 0 | 3 | 22 | 12 |
| Phần Lan | 6  | 6  | 2 | 0 | 4 | 5  | 11 |
| Nam Tư   | 3  | 6  | 1 | 0 | 5 | 2  | 21 |

| Phần Lan | 0–2 | Nga                            |
| -------- | --- | ------------------------------ |
|          |     | Barbashina 31' · Filippova 74' |

| Nam Tư   | 2–0 | Phần Lan |
| -------- | --- | -------- |
| 1' · 64' |     |          |

| Đan Mạch | 2–4 | Nga |
| -------- | --- | --- |
|          |     |     |

| Nga | 4–0 | Nam Tư |
| --- | --- | ------ |
|     |     |        |

| Đan Mạch | 6–0 | Nam Tư |
| -------- | --- | ------ |
|          |     |        |

| Đan Mạch              | 3–1 | Phần Lan    |
| --------------------- | --- | ----------- |
| Jokumsen 1', 20', 40' |     | Ekström 36' |

| Nga | 3–0 | Phần Lan |
| --- | --- | -------- |
|     |     |          |

| Nam Tư | 0–8 | Đan Mạch |
| ------ | --- | -------- |
|        |     |          |

| Phần Lan                      | 2–1 | Đan Mạch          |
| ----------------------------- | --- | ----------------- |
| Lappi-Seppälä 55' · Julin 57' |     | Krogh 26' (ph.đ.) |

| Nga | 5–2 | Đan Mạch |
| --- | --- | -------- |
|     |     |          |

| Nam Tư | 0–1 | Nga |
| ------ | --- | --- |
|        |     |     |

| Phần Lan | 2–0 | Nam Tư |
| -------- | --- | ------ |
|          |     |        |

Nga lọt vào vòng chung kết.
Đan Mạch và Phần Lan lọt vào vòng playoff A.
Nam Tư lọt vào vòng playoff A-B.

## Nhóm B

### Bảng 5
| Đội    | Đ  | Tr | T | H | B | BT | BB |
| ------ | -- | -- | - | - | - | -- | -- |
| Bỉ     | 16 | 6  | 5 | 1 | 0 | 20 | 4  |
| Ba Lan | 11 | 6  | 3 | 2 | 1 | 16 | 11 |
| Áo     | 4  | 6  | 1 | 1 | 4 | 6  | 14 |
| Wales  | 2  | 6  | 0 | 2 | 4 | 3  | 16 |

| Ba Lan | 4–1 | Áo |
| ------ | --- | -- |
|        |     |    |

| Wales | 0–4 | Ba Lan |
| ----- | --- | ------ |
|       |     |        |

| Bỉ | 3–1 | Áo |
| -- | --- | -- |
|    |     |    |

| Áo | 1–1 | Wales |
| -- | --- | ----- |
|    |     |       |

| Bỉ | 4–1 | Ba Lan |
| -- | --- | ------ |
|    |     |        |

| Wales | 0–2 | Bỉ |
| ----- | --- | -- |
|       |     |    |

| Bỉ | 6–0 | Wales |
| -- | --- | ----- |
|    |     |       |

| Áo | 0–3 | Bỉ |
| -- | --- | -- |
|    |     |    |

| Áo | 2–3 | Ba Lan |
| -- | --- | ------ |
|    |     |        |

| Ba Lan | 2–2 | Bỉ |
| ------ | --- | -- |
|        |     |    |

| Wales | 0–1 | Áo |
| ----- | --- | -- |
|       |     |    |

| Ba Lan | 2–2 | Wales |
| ------ | --- | ----- |
|        |     |       |

Bỉ lọt vào vòng playoff A-B.

### Bảng 6
| Đội              | Đ  | Tr | T | H | B | BT | BB |
| ---------------- | -- | -- | - | - | - | -- | -- |
| Cộng hòa Séc     | 13 | 6  | 4 | 1 | 1 | 18 | 5  |
| Scotland         | 12 | 6  | 4 | 0 | 2 | 16 | 11 |
| Cộng hòa Ireland | 7  | 6  | 2 | 1 | 3 | 6  | 12 |
| Croatia          | 3  | 6  | 1 | 0 | 5 | 7  | 19 |

| Scotland                     | 3–0      | Cộng hòa Ireland |
| ---------------------------- | -------- | ---------------- |
| Burns 8', 64' · Fleeting 56' | Chi tiết |                  |

| Cộng hòa Séc | 1–1      | Cộng hòa Ireland |
| ------------ | -------- | ---------------- |
| Došková 13'  | Chi tiết | O'Shea 87'       |

| Croatia | 4–3 | Scotland |
| ------- | --- | -------- |
|         |     |          |

| Cộng hòa Ireland       | 2–0      | Croatia |
| ---------------------- | -------- | ------- |
| Grant 53' · O'Shea 88' | Chi tiết |         |

| Scotland | 2–1 | Cộng hòa Séc |
| -------- | --- | ------------ |
|          |     |              |

| Cộng hòa Ireland | 0–3      | Scotland                      |
| ---------------- | -------- | ----------------------------- |
|                  | Chi tiết | Fleeting 44', 45' · James 69' |

| Croatia    | 1–3      | Cộng hòa Ireland                    |
| ---------- | -------- | ----------------------------------- |
| Jaksic 89' | Chi tiết | Reilly 56' · Thorpe 73' · Grant 90' |

| Scotland | 4–1 | Croatia |
| -------- | --- | ------- |
|          |     |         |

| Cộng hòa Ireland | 0–4      | Cộng hòa Séc                                          |
| ---------------- | -------- | ----------------------------------------------------- |
|                  | Chi tiết | Chlumecká 21' · Ščasná 68' · Dudová 74' · Došková 81' |

| Croatia | 1–2 | Cộng hòa Séc |
| ------- | --- | ------------ |
|         |     |              |

| Cộng hòa Séc | 5–0 | Croatia |
| ------------ | --- | ------- |
|              |     |         |

| Cộng hòa Séc | 5–1 | Scotland |
| ------------ | --- | -------- |
|              |     |          |

Cộng hòa Séc lọt vào vòng playoff A-B.

### Bảng 7
| Đội      | Đ  | Tr | T | H | B | BT | BB |
| -------- | -- | -- | - | - | - | -- | -- |
| România  | 22 | 8  | 7 | 1 | 0 | 34 | 5  |
| Belarus  | 16 | 8  | 5 | 1 | 2 | 20 | 9  |
| Slovakia | 15 | 8  | 5 | 0 | 3 | 23 | 10 |
| Israel   | 6  | 8  | 2 | 0 | 6 | 5  | 26 |
| Estonia  | 0  | 8  | 0 | 0 | 8 | 6  | 38 |

| Belarus | 4–1 | Estonia |
| ------- | --- | ------- |
|         |     |         |

| Estonia | 0–4 | Slovakia |
| ------- | --- | -------- |
|         |     |          |

| Estonia | 2–6 | România |
| ------- | --- | ------- |
|         |     |         |

| Israel | 0–5 | Belarus |
| ------ | --- | ------- |
|        |     |         |

| Belarus | 1–0 | Slovakia |
| ------- | --- | -------- |
|         |     |          |

| Israel | 2–1 | Estonia |
| ------ | --- | ------- |
|        |     |         |

| România | 1–1 | Belarus |
| ------- | --- | ------- |
|         |     |         |

| Israel | 0–4 | România |
| ------ | --- | ------- |
|        |     |         |

| Israel | 0–5 | Slovakia |
| ------ | --- | -------- |
|        |     |          |

| Slovakia | 4–0 | Israel |
| -------- | --- | ------ |
|          |     |        |

| Estonia | 0–7 | Belarus |
| ------- | --- | ------- |
|         |     |         |

| România | 4–1 | Slovakia |
| ------- | --- | -------- |
|         |     |          |

| România | 5–1 | Israel |
| ------- | --- | ------ |
|         |     |        |

| Slovakia | 0–3 | România |
| -------- | --- | ------- |
|          |     |         |

| Estonia | 1–2 | Israel |
| ------- | --- | ------ |
|         |     |        |

| Belarus | 0–1 | România |
| ------- | --- | ------- |
|         |     |         |

| Belarus | 1–0 | Israel |
| ------- | --- | ------ |
|         |     |        |

| Slovakia | 6–1 | Belarus |
| -------- | --- | ------- |
|          |     |         |

| România | 10–0 | Estonia |
| ------- | ---- | ------- |
|         |      |         |

| Slovakia | 3–1 | Estonia |
| -------- | --- | ------- |
|          |     |         |

România lọt vào vòng playoff A-B.

### Bảng 8
| Đội                  | Đ  | Tr | T | H | B | BT | BB |
| -------------------- | -- | -- | - | - | - | -- | -- |
| Hungary              | 18 | 6  | 6 | 0 | 0 | 44 | 2  |
| Hy Lạp               | 10 | 6  | 3 | 1 | 2 | 10 | 17 |
| Thổ Nhĩ Kỳ           | 7  | 6  | 2 | 1 | 3 | 13 | 20 |
| Bosna và Hercegovina | 0  | 6  | 0 | 0 | 6 | 4  | 32 |

| Bosna và Hercegovina | 2–6 | Thổ Nhĩ Kỳ |
| -------------------- | --- | ---------- |
|                      |     |            |

| Hungary | 13–0 | Bosna và Hercegovina |
| ------- | ---- | -------------------- |
|         |      |                      |

| Hy Lạp | 0–8 | Hungary |
| ------ | --- | ------- |
|        |     |         |

| Bosna và Hercegovina | 1–3 | Hy Lạp |
| -------------------- | --- | ------ |
|                      |     |        |

| Thổ Nhĩ Kỳ | 2–8 | Hungary |
| ---------- | --- | ------- |
|            |     |         |

| Hy Lạp | 0–0 | Thổ Nhĩ Kỳ |
| ------ | --- | ---------- |
|        |     |            |

| Thổ Nhĩ Kỳ | 3–1 | Bosna và Hercegovina |
| ---------- | --- | -------------------- |
|            |     |                      |

| Hy Lạp | 4–0 | Bosna và Hercegovina |
| ------ | --- | -------------------- |
|        |     |                      |

| Hungary | 6–0 | Hy Lạp |
| ------- | --- | ------ |
|         |     |        |

| Hungary | 6–0 | Thổ Nhĩ Kỳ |
| ------- | --- | ---------- |
|         |     |            |

| Thổ Nhĩ Kỳ | 2–3 | Hy Lạp |
| ---------- | --- | ------ |
|            |     |        |

| Bosna và Hercegovina | 0–3 | Hungary |
| -------------------- | --- | ------- |
|                      |     |         |

Hungary lọt vào vòng playoff A-B.

## Playoff A

### Lượt đi
| Thụy Điển                                           | 5 – 1 | Phần Lan     |
| --------------------------------------------------- | ----- | ------------ |
| Nordlund 8' · Sandell 14' · Ljungberg 16', 40', 56' |       | Seppänen 45' |

| Ý                                      | 3 – 0    | Bồ Đào Nha |
| -------------------------------------- | -------- | ---------- |
| D'Astolfo 7' · Zorri 54' · Guarino 90' | Chi tiết |            |

| Tây Ban Nha | 1 – 6 | Đan Mạch |
| ----------- | ----- | -------- |
|             |       |          |

| Ukraina | 1 – 2 | Anh |
| ------- | ----- | --- |
|         |       |     |

### Lượt về
| Phần Lan                  | 2 – 5 | Thụy Điển                                                              |
| ------------------------- | ----- | ---------------------------------------------------------------------- |
| Kalmari 21' · Sarapää 44' |       | Andersson 13' · Silander 17' (l.n.) · Ljungberg 56', 72' · Moström 83' |

Thụy Điển thắng với tổng tỉ số 10–3.
| Đan Mạch | 4 – 2 | Tây Ban Nha |
| -------- | ----- | ----------- |
|          |       |             |

Đan Mạch thắng với tổng tỉ số 10–3.
| Bồ Đào Nha | 1 – 0    | Ý |
| ---------- | -------- | - |
| Bé 51'     | Chi tiết |   |

Ý thắng với tổng tỉ số 3–1.
| Anh | 2 – 0 | Ukraina |
| --- | ----- | ------- |
|     |       |         |

Anh thắng với tổng tỉ số 4–1.
Thụy Điển, Đan Mạch, Ý và Anh lọt vào vòng chung kết.

## Playoff A-B

### Lượt đi
| România | 2 – 2 | Iceland |
| ------- | ----- | ------- |
|         |       |         |

| Hungary | 0 – 3                   | Hà Lan                                       |
| ------- | ----------------------- | -------------------------------------------- |
|         | Chi tiết (tiếng Hà Lan) | Muller 28' · Noom 64' · Kiesel-Griffioen 80' |

| Bỉ | 1 – 1 | Thụy Sĩ |
| -- | ----- | ------- |
|    |       |         |

| Cộng hòa Séc | 1 – 0 | Nam Tư |
| ------------ | ----- | ------ |
|              |       |        |

### Lượt về
| Iceland | 8 – 0 | România |
| ------- | ----- | ------- |
|         |       |         |

Iceland thắng với tổng tỉ số 10–2.
| Thụy Sĩ | 0 – 0 | Bỉ |
| ------- | ----- | -- |
|         |       |    |

Thụy Sĩ thắng với tổng tỉ số 1–1 nhờ bàn thắng sân khách.
| Hà Lan        | 2 – 0                   | Hungary |
| ------------- | ----------------------- | ------- |
| Torny 2', 86' | Chi tiết (tiếng Hà Lan) |         |

Hà Lan thắng với tổng tỉ số 5–0.
| Nam Tư | 2 – 3 | Cộng hòa Séc |
| ------ | ----- | ------------ |
|        |       |              |

Cộng hòa Séc thắng với tổng tỉ số 4–2.